# Agadir Tasguent

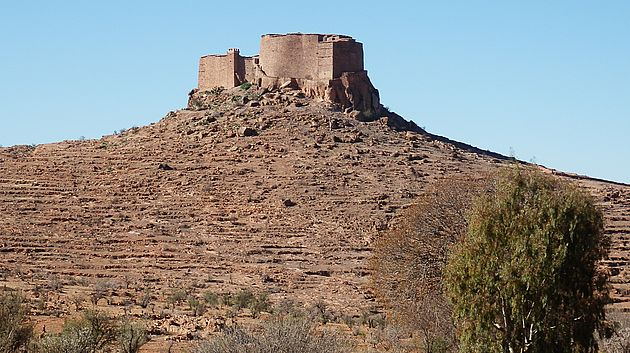
Burgartig und abweisend thront der Agadir Tasguent auf der Kuppe eines ehemals terrassierten und bewirtschafteten Hügels.

Der Agadir Tasguent (auch Tisguimt) in der Provinz Taroudannt in der Region Souss-Massa gehört zu den ältesten und besterhaltenen Agadiren (Speicherburgen) im Antiatlas und in ganz Marokko.

## Lage
Von Tafraoute aus sind es ca. 36 km über asphaltierte Straßen bis zum nordöstlich gelegenen Ort Aït Abdallah und weitere 12 km nach Tiguermine; von dort sind es noch einmal 11 km über – auch mit normalen Pkws befahrbare – Pisten bis zum Agadir Tasguent, der völlig isoliert auf der Kuppe eines ca. 1450 m hohen Hügels thront.

## Geschichte
Aussagen über das genaue Alter des von mehreren Dörfern (douars) gemeinsam errichteten und genutzten Bauwerks – man spricht von ca. 800 Jahren – liegen letztlich im Bereich der Spekulation, denn nahezu alle Agadire im Antiatlas wurden über Jahrhunderte ergänzt und umgebaut, was gerade beim Agadir Tasguent mit seinen verschachtelten Gängen und kleinen Höfen deutlich abzulesen ist. Bei allen Erweiterungen und Ausbesserungsarbeiten wurden jedoch stets die gleichen – seit Jahrhunderten überlieferten – Techniken angewandt, so dass die einzelnen Bauphasen kaum unterscheidbar sind. Dendrochronologische Methoden für die beim Bau verwandten Hölzer (Argan- und Mandelholzäste) wurden bislang noch nicht entwickelt, aber auch sie würden – angesichts der in der Vergangenheit durchgeführten Reparaturen – nur zu vagen Ergebnissen führen. Einige Wandteile wurden im 20. Jahrhundert verputzt.

## Architektur

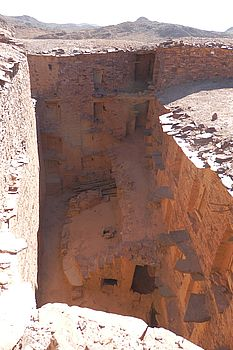
Agadir Tasguent, Innenhof mit Zisterne

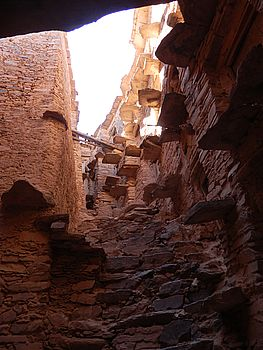
Agadir Tasguent, Innenhof

Wie bei den meisten Agadiren im Gebiet des Antiatlas ist der gesamte Bau aus größeren und kleineren Steinen handwerklich perfekt und ohne Verwendung von Mörtel – nur mit etwas Lehm – zusammengefügt; die (Zwischen-)Decken bestehen aus krummen Arganholzästen mit einer Schilf- und Erdauflage. Von anderen, in der Regel geradlinig angelegten, Speicherburgen unterscheidet sich der Agadir Tasguent jedoch durch seinen verschachtelten und asymmetrischen Grundriss. Aufgrund der Anpassung seiner Bauteile an die Geländeformation ergeben sich wellenförmig gekrümmte Außenmauern, die sich im Innern des Bauwerks fortsetzen.
Über eine Eingangspforte gelangt man in einen Vorhof mit einem kleinen Häuschen für den oder die Wärter. Der eigentliche Zugang ins Innere der Speicherburg führt vorbei an den – in vielen Agadiren anzutreffenden – gegenüberliegenden Steinbänken. Ein von Speicherkammern überdeckter Durchgang führt in den hinteren Bereich, wo die einzelnen Kammern in bis zu fünf Stockwerken übereinander angeordnet sind. Insgesamt sind es mehr als 300 ca. 1,50 m bis 1,70 m hohe Speicherkammern, die über aus dem Bruchsteinmauerwerk vorkragende Trittsteine erreichbar sind.
Die enge, verschachtelte und unübersichtliche Bauweise ist wahrscheinlich nicht allein auf die Baugeschichte zurückzuführen, sondern hatte auch viele Vorteile im Verteidigungsfall, da ein Angreifer in der räumlichen Enge des Bauwerks nahezu orientierungslos war und seine Kräfte nicht entfalten konnte. Die Wachmannschaft hingegen war mit den baulichen Verhältnissen bestens vertraut und konnte sich über die Trittsteine auf das Dach zurückziehen, von wo aus sie den Gegner noch lange Zeit in Schach halten konnte.

## Türen

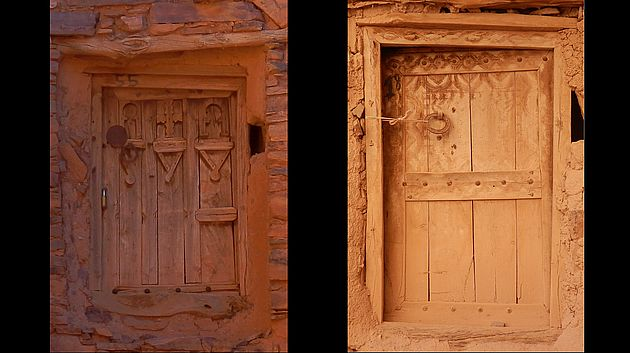
Agadir Tasguent, Speichertüren

Der Agadir Tasguent verfügt noch über einige der originalen, ca. 1,50 m hohen Speicherkammertüren; diese sind meist aus – in Marokko eher seltenen – gebeilten (später gesägten) Brettern gefertigt und mit geometrischen Ornamenten (Dreiecke, Rauten, Schlüssellochfenster etc.) versehen, die ursprünglich wahrscheinlich eine unheilabwehrende (apotropäische) Bedeutung hatten. Die meisten dieser Türen sind jedoch in der zweiten Hälfte des 20. Jahrhunderts demontiert worden und auf Antiquitätenmärkten oder in Museen (z. B. Dar-Si-Said-Museum, Marrakesch) gelandet. Auch eines der ursprünglich zahlreichen hölzernen Türschlösser wird noch gezeigt.

## Gebetsraum
Wie einige andere Agadire auch (vgl. Imchiguegueln), so hat auch der Agadir Tasguent einen kleinen Gebetsraum. Außerdem wird in einigen volkstümlichen Berichten erwähnt, dass das Bauwerk auch als Grabstätte mehrerer 'Heiliger Männer' (und Frauen) diente (vgl. Timit). Derartige Überlieferungen sind zwar nicht überprüfbar, verdeutlichen jedoch die Achtung und den Respekt der Bevölkerung vor diesen Bauten.

## Bedeutung
Wie alle Agadire Südmarokkos stammt der Agadir Tasguent aus einer Zeit, als die Berber-Bevölkerung noch nicht gänzlich sesshaft war und – zumindest teilweise – in den Sommermonaten mit ihrem Vieh (Schafe, Ziegen) in höher gelegene Bergregionen ziehen musste. Es bestand deshalb eine ständige Notwendigkeit, die auf den kargen Böden und in mühseliger Arbeit erzeugten Lebensmittel sowie andere Wertgegenstände gegen umherziehende Nomaden und bei Fehden und Hungersnöten auch gegen Nachbarstämme zu verteidigen.

## Umgebung
Die Agadire von Itourhaine (auch Aït Ourhain) und Dou Tagadirt liegen nur etwa 5 bis 10 km nordöstlich.